# Fukushima (Fukushima)
Pour les articles homonymes, voir Fukushima.
Fukushima (福島市, Fukushima-shi) est une ville du Japon, capitale de la préfecture de Fukushima.

## Toponyme
Le nom de Fukushima vient des termes Shima, qui signifie « île », et Fuku, qui veut dire « bonne fortune ».

## Géographie

### Situation
Fukushima est située dans le nord de la préfecture de Fukushima, à environ 50 km à l'ouest de la côte de l'océan Pacifique. 

### Municipalités limitrophes
| Takahata   | Shichikashuku | Kōri, Shiroishi |
| Yonezawa   | Fukushima     | Date            |
| Inawashiro | Nihonmatsu    | Kawamata        |

### Démographie
En août 2024, la population était de 272 569 habitants, répartis sur une superficie de 767,72 km2.

### Toponymie
La ville comprend une partie des monts Azuma. Le mont Shinobu s'élève à 275 m d'altitude dans le bassin de Fukushima.

### Hydrographie
Fukushima est traversée du sud au nord par le fleuve Abukuma.

### Climat
| Mois                                             | jan.      | fév.       | mars       | avril     | mai       | juin      | jui.     | août      | sep.      | oct.      | nov.      | déc.       | année      |
| ------------------------------------------------ | --------- | ---------- | ---------- | --------- | --------- | --------- | -------- | --------- | --------- | --------- | --------- | ---------- | ---------- |
| Température minimale moyenne (°C)                | −1,5      | −1,2       | 1,3        | 6,4       | 12,1      | 16,6      | 20,8     | 21,9      | 18        | 11,7      | 5,2       | 0,7        | 9,3        |
| Température moyenne (°C)                         | 1,9       | 2,5        | 5,9        | 11,7      | 17,2      | 20,7      | 24,3     | 25,5      | 21,6      | 15,6      | 9,5       | 4,3        | 13,4       |
| Température maximale moyenne (°C)                | 5,8       | 7,1        | 11,2       | 17,7      | 23,1      | 25,9      | 29,1     | 30,5      | 26,2      | 20,5      | 14,5      | 8,6        | 18,3       |
| Record de froid (°C) date du record              | −15 1909  | −18,5 1891 | −12,9 1936 | −5,5 1934 | −1,2 1896 | 3,8 1921  | 9,1 1976 | 9,8 1910  | 4,8 1897  | −1,7 1907 | −6,6 1889 | −13,5 1926 | −18,5 1891 |
| Record de chaleur (°C) date du record            | 18,1 1910 | 21,4 2016  | 25,2 2021  | 32,2 1998 | 35,3 2019 | 36,7 1987 | 39 2015  | 39,1 1942 | 37,3 2010 | 30,3 1946 | 26 2009   | 22,4 1953  | 39,1 1942  |
| Ensoleillement (h)                               | 132,2     | 144,8      | 175,1      | 189,7     | 193,2     | 141,4     | 125,2    | 148,7     | 122,9     | 133,7     | 128,3     | 118,7      | 1 753,8    |
| Précipitations (mm)                              | 56,2      | 41,1       | 75,7       | 81,8      | 88,5      | 121,2     | 177,7    | 151,3     | 167,6     | 138,7     | 58,4      | 48,9       | 1 207      |
| dont neige (cm)                                  | 49        | 34         | 14         | 1         | 0         | 0         | 0        | 0         | 0         | 0         | 1         | 24         | 122        |
| Nombre de jours avec précipitations              | 8         | 6,8        | 7,1        | 7,8       | 8,2       | 10,1      | 13,2     | 11        | 10,5      | 8,2       | 6,1       | 8,1        | 105        |
| dont nombre de jours avec précipitations ≥ 10 mm | 1,7       | 1,2        | 2,6        | 2,9       | 2,7       | 3,9       | 5,2      | 4,4       | 4,4       | 3,5       | 1,9       | 1,4        | 35,8       |
| Humidité relative (%)                            | 68        | 65         | 61         | 58        | 63        | 72        | 77       | 76        | 76        | 73        | 70        | 70         | 69         |
| Nombre de jours avec neige                       | 9,9       | 7,9        | 3,4        | 0,3       | 0         | 0         | 0        | 0         | 0         | 0         | 0,1       | 5          | 26,4       |

| Diagramme climatique                                  |             |             |             |              |               |               |               |             |               |             |            |
| J                                                     | F           | M           | A           | M            | J             | J             | A             | S           | O             | N           | D          |
| 5,8−1,556,2                                           | 7,1−1,241,1 | 11,21,375,7 | 17,76,481,8 | 23,112,188,5 | 25,916,6121,2 | 29,120,8177,7 | 30,521,9151,3 | 26,218167,6 | 20,511,7138,7 | 14,55,258,4 | 8,60,748,9 |
| Moyennes : • Temp. maxi et mini °C • Précipitation mm |             |             |             |              |               |               |               |             |               |             |            |

| Mois                                  | jan.       | fév.       | mars     | avril      | mai       | juin      | jui.     | août      | sep.      | oct.      | nov.       | déc.       | année      |
| ------------------------------------- | ---------- | ---------- | -------- | ---------- | --------- | --------- | -------- | --------- | --------- | --------- | ---------- | ---------- | ---------- |
| Température minimale moyenne (°C)     | −8,7       | −8,7       | −5,8     | 0,2        | 6         | 10,8      | 15,1     | 16        | 11,9      | 5,7       | −0,2       | −5,7       | 3          |
| Température moyenne (°C)              | −6,2       | −5,8       | −2,5     | 3,5        | 9,7       | 13,6      | 17,5     | 18,5      | 14,4      | 8,5       | 2,6        | −3,2       | 5,9        |
| Température maximale moyenne (°C)     | −3,8       | −2,9       | 0,8      | 7,4        | 14,1      | 17,3      | 20,6     | 21,8      | 17,6      | 11,9      | 5,7        | −0,7       | 9,1        |
| Record de froid (°C) date du record   | −16,4 1997 | −20,3 2001 | −14 1977 | −10,7 1987 | −3,4 1991 | 1,6 1985  | 5,8 1983 | 8,5 2018  | 0,4 2001  | −3,9 1983 | −10,3 1983 | −14,6 1984 | −20,3 2001 |
| Record de chaleur (°C) date du record | 6,8 1991   | 11,8 2004  | 13 2018  | 20,6 1998  | 27,2 2019 | 27,6 1987 | 29 2015  | 29,4 2015 | 26,8 2020 | 24,6 2004 | 18,2 1977  | 15,3 2018  | 29,4 2021  |
| Ensoleillement (h)                    | 38,8       | 60,6       | 108,3    | 156,9      | 178,8     | 125,3     | 106      | 139,3     | 106,9     | 110,7     | 86,4       | 48,8       | 1 260,7    |
| Précipitations (mm)                   | 111,8      | 70,2       | 115,1    | 145,7      | 165,8     | 239,4     | 318,7    | 309,1     | 297,6     | 246,5     | 124,7      | 133,5      | 2 227,8    |
| Nombre de jours avec précipitations   | 17,6       | 14,1       | 14,7     | 12,5       | 12,9      | 14,2      | 17,3     | 14,8      | 15,5      | 13,9      | 14,9       | 18,9       | 181,3      |

| Diagramme climatique                                  |              |              |             |            |               |               |             |               |              |              |               |
| J                                                     | F            | M            | A           | M          | J             | J             | A           | S             | O            | N            | D             |
| −3,8−8,7111,8                                         | −2,9−8,770,2 | 0,8−5,8115,1 | 7,40,2145,7 | 14,16165,8 | 17,310,8239,4 | 20,615,1318,7 | 21,816309,1 | 17,611,9297,6 | 11,95,7246,5 | 5,7−0,2124,7 | −0,7−5,7133,5 |
| Moyennes : • Temp. maxi et mini °C • Précipitation mm |              |              |             |            |               |               |             |               |              |              |               |

## Histoire
La région actuelle de Fukushima faisait partie du territoire du clan Date durant la période Muromachi. En 1413, Data Mochimune fait construire le château de Daibutsu (大仏城, Daibutsu-jō) et une ville-château se développe. En 1592, la région passe sous le contrôle de Gamō Ujisato qui renomme le château en « château de Fukushima ». En 1600, la bataille de Matsukawa se déroule devant les portes de la forteresse. Au début de l'époque d'Edo, Fukushima dépend directement du shogunat Tokugawa. En 1679, Honda Tadakuni est transféré du domaine de Yamato-Komiyama, ce qui marque les débuts du domaine de Fukushima. Cependant, il ne le dirige que trois ans avant d'être transféré au domaine de Himeji. Le domaine de Fukushima est ré-établit en 1686 pour Hotta Masanaka, anciennement au domaine de Yamagata. Son fils, Hotta Masatora, est transféré depuis Yamagata en 1700. Le domaine de Fukushima est de nouveau recréé en 1702 pour Itakura Shigehiro, anciennement au domaine d'Itaki dans la province de Shinano. Sa branche du clan Itakura dirige Fukushima jusqu'à la restauration de Meiji.
Le village moderne de Fukushima est créé le 1er avril 1889. Il obtient le statut de bourg le 10 septembre 1871, puis de ville le 1er avril 1907.
La ville a été victime d'un séisme le 11 mars 2011, probablement le plus violent de l'histoire du Japon, et l'un des plus puissants séismes meurtriers jamais enregistrés sur la planète depuis 1900. Il entraîna notamment une suite de graves accidents à la centrale nucléaire de Fukushima Daiichi, située à une soixantaine de kilomètres de la ville.

## Culture locale et patrimoine
À voir à Fukushima :
- Iwaya Kannon : un ensemble de grandes statues (60) sculptées à même la montagne ;
- le Sanctuaire Fukushima Inari ;
- le temple Daizō ;
- le temple Tennō[7].

## Éducation
- Université de Fukushima

## Transports

### Route
Route nationale 4 (vers Tokyo ou Aomori)

### Train
La gare de Fukushima est la principale gare de la ville. Elle est desservie par des Shinkansen et des trains classiques de plusieurs compagnies.
- JR East : ligne Shinkansen Tōhoku, ligne Shinkansen Yamagata, ligne Tōhoku, ligne Ōu
- Fukushima Transportation : ligne Iizaka
- AbukumaExpress : ligne Abukuma Express

## Symboles municipaux
Les symboles municipaux sont le pêcher, le zelkova du Japon et la mésange charbonnière.

## Jumelages
- Arakawa_(Tokyo) (Japon) depuis 2006
- Yamaguchi_(Yamaguchi) (Japon) depuis 2013
- Toyohashi (Japon) depuis 2023[8]

## Personnalités liées à la municipalité
- Shigeru Kan-no, compositeur et chef d'orchestre, né à Fukushima en 1959.
- Cha Katō, acteur, un des membres de The Drifters, né à Fukushima en 1943.
- Masato Otaka (1923-2010), architecte, né à Fukushima.
- Kwon Ri-se, mannequin et chanteuse. Membre du girl group Ladies Code. Née à Fukushima en 1991 et morte à Suwon en Corée du Sud en 2014.
- Tomoaki Hamatsu, comédien et personnalité de la télévision, né à Fukushima en 1975